# جوزيف غاريك
جوزيف غاريك (بالإنجليزية: Joseph Garrick)‏ هو محامي أسترالي، ولد في 8 ديسمبر 1846 في سيدني في أستراليا، وتوفي في 23 فبراير 1908.